# Théâtre Silvain
Pour les articles homonymes, voir Silvain (homonymie) et Sylvain.
Le théâtre Silvain est un théâtre de verdure situé au fond du vallon de la Fausse-Monnaie, dans le quartier d'Endoume à Marseille (7e). Capable d'accueillir 4 000 à 5 000 personnes, il est inauguré en 1923. Il est cédé à la Ville de Marseille en 1941, et ouvert sporadiquement avant d'être entièrement rénové en 1999. Depuis 2009, une programmation régulière y est proposée.

## Histoire
En 1906, Paul Barlatier, directeur du journal local Le Sémaphore fait ériger dans le quartier de Château-Gombert un théâtre de verdure inspiré des amphithéâtres antiques, sous le nom de théâtre Athéna Niké,. Il en confie la réalisation à l'architecte Jean Boet, qui le conçoit entièrement en béton armé, technique nouvelle à l'époque. Il est inauguré en juin 1908 par le couple de comédiens très populaires Eugène et Louise Silvain. 
Séparément, en 1920, l'entrepreneur et mécène marseillais Dominique Piazza avait fait construire à Gémenos le théâtre de la Nature, aujourd'hui théâtre de verdure. 
En 1922, Dominique Piazza, également premier président des excursionnistes marseillais, fait l'acquisition d'un terrain dans le vallon du Silence au dessus de la anse de la Fausse-Monnaie, à quelques pas de la Cornich. Au cours d'une promenade commune, sa forme naturelle d'amphithéâtre et ses qualités acoustiques avaient été remarquées par ses amis parisiens de la Comédie Française, Eugène et Louise Silvain, sidérés par les voix des joueurs de pétanque remontant jusqu'à eux. 
C'est pourquoi, Dominique Piazza achète le site et fait appel également à l'architecte marseillais Jean Boët, qui s'inspire du théâtre d'Epidaure et conçoit un amphithéâtre plus petit, mais tout de même capable d'accueillir 5 000 personnes. Dominique Piazza le baptisera théâtre Silvain en l'honneur de ses amis comédiens, stars de leur époque.  Après six mois de travaux effectués par 170 ouvriers, réutilisant des matériaux ayant servi lors de l'exposition coloniale de 1922 à Marseille , le théâtre est terminé quelques heures seulement avant son inauguration. 
Le samedi 14 juillet 1923, la première pièce jouée au théâtre Silvain est la tragédie Hécube d’Euripide, avec Eugène et Louise Silvain dans les premiers rôles.  
Ce petit théâtre accueillera les plus grands noms de la scène française. Son premier directeur fut Raoul Audier de 1924 à 1926 suivi de François Laurent,.     
En dépit du succès auprès du public, ce théâtre ne trouvera pas son équilibre financier et sera victime collatérale à la fois de la réduction drastique des subventions publiques consécutive à la grande dépression de 1929 et de la mort du couple Silvain en 1930. Le théâtre sans représentations pendant la saison 1931-1932 est aussitôt reconquis par les joueurs de boules[réf. nécessaire]. Les tentatives de réactivation ne seront pas couronnées de succès et le théâtre sera laissé à l'abandon[réf. nécessaire].     

## Programmation
- 21 octobre 1978 : Festival rock avec les groupes suivants : Starshooter, Bijou, Little Bob Story, Au Bonheur des Dames, Ganafoul, Vendome (Organisation, Patrice Valfré)
- 11 mai-21 mai 2016 : Les doigts d'une main ne sont pas semblables, ainsi en est-il des enfants d'une même famille (Badaboum Théâtre)[11]
- 16 juin 2016 : Massilia Sound System, le film[12]
- 7 juin 2018 : Polo et Pan / L'Impératrice  (L'Édition Festival)
- 8 juin 2018 : Camille (L'Édition Festival)
- 15 juin 2018 : Aksak / Les Dames de la Joliette / Saba Trio (Festival Caravansérail)
- 16 juin 2018 : Fanfarai / Nova Zora / La Roda / Sibongile Mbambo (Festival Caravansérail)
- 29 juin 2018 : Fabrice Éboué (Festival M Rire)
- 20 juillet 2018 : Selah Sue (Marseille Jazz des cinq continents)